# Biropalostoma tenuicorporeum
Biropalostoma tenuicorporeum is een naaldkreeftjessoort uit de familie van de Parapseudidae. De wetenschappelijke naam van de soort is voor het eerst geldig gepubliceerd in 1963 door Sueo M. Shiino.